# Пирсинг затылка

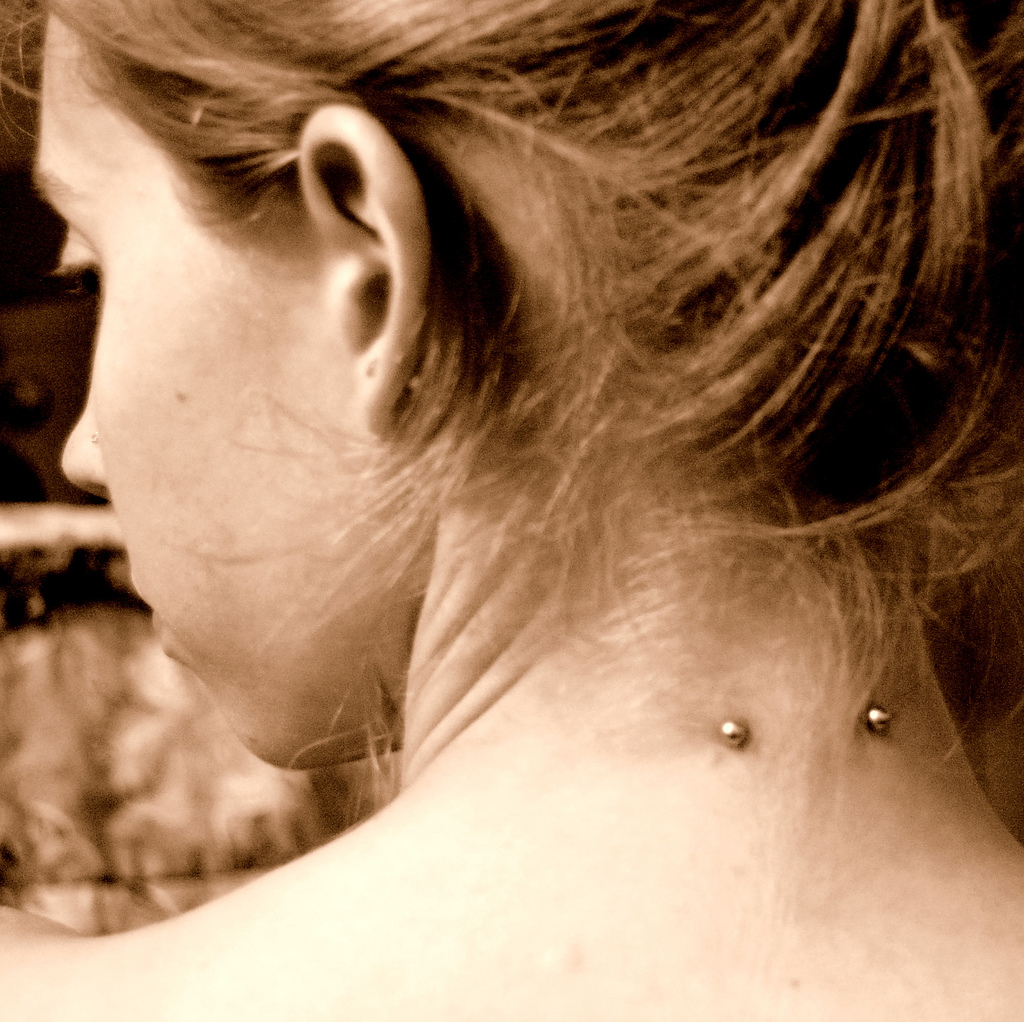
Пирсинг затылка

Затылочный пирсинг — вариант пирсинга, при котором проколы делаются в затылочной части шеи. Представляет собой один из видов плоскостного пирсинга. В случаях, когда место для плоскостного прокола выбрано неправильно, или он неудачно установлен, существует вероятность отторжения пирсинга. Например, пирсинг может быть отторгнут, если прокол сделан в слишком подвижной части шеи и украшение задевает за одежду или другие предметы, вызывая тем самым раздражение.
Для снижения риска отторжения и миграции, которым так подвержены плоскостные виды пирсинга, необходимо подбирать специальное украшение, для затылочного пирсинга. В качестве первичных украшений для этого типа проколов, как правило, используются изогнутые штанги или штанги из гибких материалов, таких как тефлон. Более подходящим решением может стать титан, который, благодаря низкому содержанию никеля, менее склонен вызывать кожное раздражение в области прокола. Для создания качественного затылочного пирсинга необходимы два украшения. Первое — штанга с длинными загнутыми сторонами (вводится в прокол во время пирсинга), которая рассчитана на припухание кожи. Второе — штанга (с более короткими загибам, такими, чтобы шарики располагались в нескольких мм от кожи), которую следует вставить после полного заживления прокола. Существуют также похожие варианты изогнутых украшений, которые, как правило, можно найти под заказ у мастеров или поставщиков.